# Citibank
Citibank, grundat 1812 som City Bank of New York, är en bank som har verksamhet i flera länder. Banken introducerade också en av de första automaterna för pengauttag i USA. Citibank ingår i Citigroup.

## Historia
1894 blev Citibank USA:s största bank. Banken började 1902 sin etablering internationellt och blev därmed den första stora amerikanska bank att etablera ett utländskt kontor. Mellan 1929 och 1933 var Charles E. Mitchell bankens ordförande. Under hans ledning expanderade företaget snabbt och 1930 hade man 100 olika kontor i 23 länder utanför USA. James Stillman Rockefeller var bankens ordförande 1959-1967.
Bankens namn har ändrats vid ett antal tillfällen. 1955 ändrades det till First National City Bank of New York, 1962 till First National City Bank och 1976 till sitt nuvarande namn.
Citibank var en av de första amerikanska bankerna som på 1970-talet introducerade bankomater, för att reducera sin kundpersonal och ge tillträde dygnet runt till konton.
1981 startades ett dotterbolag i South Dakota för att dra fördel av de nya lagar som höjde delstatens maximalt tillåtna räntesats vid lån till 25 procent (den högsta i nationen).
Citibank köpte år 2001 ut Cal-Fed i Kalifornien. Samma år var banken inblandad i en 45-miljonerdollarstvist rörande felaktigt beräknade förseningsavgifter. Banken lyckades dock genom lobbying i Kongressen begränsa sådana tvister till 5 miljoner dollar, såvida de inte initierats på federal nivå. Många menar att Citibank fortfarande beräknar förseningsavgifter fel.
I augusti 2004 etablerade sig Citibank i Texasregionen genom köpet av First American Bank of Bryan.
Idag har Citibank verksamhet i fler än 100 länder och territorium över hela världen. Mer än hälften av bankens 1 400 kontor finns i USA.

## Nyckelpersoner
- William R. Rhodes — Ordförande
- Chuck Prince &mdh; VD
- Todd S. Thomson — CFO
- al-Walid bin Talal — Aktieägare